# Louis de Wellens van ten Meulenberg

Wapen van de familie Wellens

Louis-Paul-Antoine de Wellens van ten Meulenberg  (Antwerpen, 6 augustus 1772 - Antwerpen, 13 januari 1846) was burgemeester van Brussel onder het Verenigd Koninkrijk der Nederlanden. 

## Levensloop

### Familie
Louis Wellens werd geboren op 8 augustus 1772 in Antwerpen als zoon van Louis Wellens en Hélène Geelhand. Op 25 mei 1801 trouwde hij met Marie-Thérèse de Vinck (1773-1828). Ze hadden een dochter, Adeline (1807-1854) die trouwde met baron Edmond de Vinck de Westwezel (1804-1877) en een zoon, Jules Wellens (1802 - ca. 1899). Deze werd burgemeester van Vilvoorde en referendaris in het kabinet van de koning van Nederland. Hij bleef ongehuwd en met hem doofde deze familietak uit.

### Activiteiten
In 1810 kocht Louis Wellens het Domein Drie Fonteinen in Vilvoorde. Het zou voor hem dienen als buitenverblijf en hij zou het gevoelig uitbreiden.
In 1817, onder het Verenigd Koninkrijk der Nederlanden, werd Louis erkend in de erfelijke adel en benoemd in de Ridderschap van de provincie Antwerpen. In 1818 werd hij lid van de regentieraad van Brussel (een soort schepencollege) en in 1821 werd hij door koning Willem I benoemd tot burgemeester van Brussel.
In 1824 kreeg hij de titel baron, overdraagbaar bij eerstgeboorte. De titel werd hem verleend onder de naam de Wellens. In de wandel werd van ten Meulenberg aan zijn naam toegevoegd, maar dit werd niet officieel bevestigd.
Hij was mede-oprichter en aandeelhouder van de Algemeene Nederlandsche Maatschappij, de latere Société Générale de Belgique.  Bij de rellen van september 1830 probeerde hij samen met baron Hooghvorst de orde te herstellen. In tegenstelling tot Hooghvorst verkoos hij geen lid te worden van het Voorlopig Bewind en bleef hij een trouwe Orangist. Op 11 september 1830 dient hij zijn ontslag als burgemeester en verliet hij de stad. De radicale liberaal Nicolas Rouppe nam zijn plaats in in het stadhuis van Brussel. Hij nam ook ontslag uit de Maatschappij toen die Belgisch en anti-orangistisch bleek te worden. Hij verbleef nog korte tijd op Drie Fonteinen en verhuisde nadien naar Bierbais.